# Podalia farmbri
Podalia farmbri is een vlinder uit de familie van de Megalopygidae. De wetenschappelijke naam van de soort is voor het eerst geldig gepubliceerd in 1924 door Kaye.